# FSV Viktoria Jägersburg
Der FSV Jägersburg ist ein deutscher Sportverein aus dem Homburger Stadtteil Jägersburg. Neben dem Fußball spielt auch die Theaterabteilung eine wichtige Rolle im Vereinsleben. In regelmäßigen Abständen werden in der vereinseigenen Alois-Omlor-Sporthalle Aufführungen dargeboten.

## Männer

### Geschichte
In den vergangenen Jahren etablierte sich der FSV Jägersburg in der Saarlandliga. Unter Trainer Marco Emich, der seit 2002 im Amt ist, gelang in der Saison 2014/15 am letzten Spieltag der Aufstieg in die Oberliga. Nach der Saison 2016/17 legte Emich sein Amt als Trainer nieder und wechselte zur neuen Saison zur SV 07 Elversberg, wo er seitdem die U23 trainiert. Sein Nachfolger ist der bisherige Trainer der Reserve und Ex-Profi Thorsten Lahm. Unter Thorsten Lahm spielte man, trotz erheblicher Startschwierigkeiten, die bisher beste Saison der Vereinsgeschichte und konnte bereits frühzeitig den Klassenerhalt sichern. 2019 stieg die Viktoria wieder in die Saarlandliga ab. Im darauffolgenden Jahr klappte der Wiederaufstieg in die Oberliga Rheinland-Pfalz/Saar. In der abgebrochenen Saison 2020/21 konnte man sich in der Oberliga Rheinland-Pfalz/Saar als 6. der Südgruppe etablieren. In der Saison 2021/22 wurde der Klassenerhalt, begünstigt dadurch, dass neben dem Meister Wormatia Worms auch dem Vizemeister Eintracht Trier der Aufstieg in die Regionalliga Südwest gelang, knapp geschafft. Ein Jahr später konnte jedoch der erneute Abstieg in die Saarlandliga nicht mehr verhindert werden.

### Erfolge
- Meister Saarlandliga 2014/15 und Aufstieg in die Oberliga

### Mannschaften
- 1. Mannschaft: Saarlandliga
- 2. Mannschaft: Verbandsliga Nord/Ost

## Frauen

### Geschichte
Bereits 1969, zwei Jahre vor der offiziellen Anerkennung des Frauenfußballs durch den DFB, wurde in Jägersburg eine Frauenfußballmannschaft gegründet. In den ersten Jahren wurden ausschließlich Freundschaftsspiele ausgetragen. Zwei Jahre lang war man in 48 Spielen ungeschlagen. 1979 stieg die Mannschaft in die Bezirksliga auf. Nach drei Vizemeistertiteln konnte man 1983 den Aufstieg in die Landesliga, damals die höchste Spielklasse, feiern. Fünfmal wurde man in der Folgezeit Vizemeister und musste immer dem VfR 09 Saarbrücken Vortritt lassen. Immerhin konnte man 1986 und 1987 den Saarland-Pokal gewinnen. Im DFB-Pokal war dann beide Mal im Viertelfinale Endstation.
Als 1990 die Bundesliga gegründet wurde, war der FSV nicht mit von der Partie. Drei Mal wurde man saarländischer Meister und viermal nahm man an der Aufstiegsrunde teil. Für den Aufstieg reichte es allerdings nicht. 1996 gehörte man zu den Gründungsmitgliedern der Oberliga Südwest, aus der man drei Jahre später jedoch absteigen musste. Man schaffte den sofortigen Wiederaufstieg. 2001 kehrte Patricia Brocker als Spielertrainerin zurück. Insgesamt dreimal wurde man Vizemeister. 2004 gehörte man zu den Gründungsmitgliedern der 2. Bundesliga. In der ersten Saison schaffte der FSV den Klassenerhalt. Dabei profitierte man von den vielen Toren der Spielertrainerin und 46-fachen Nationalspielerin Patricia Brocker (geb. Grigoli). Nach der Saison wechselte Brocker auf die Trainerposition. Mit nur einem Sieg stieg man in der Saison 2005/06 in die Regionalliga Südwest ab.
Zwar wurde der direkte Wiederaufstieg verpasst, jedoch konnte 2008 der Wiederaufstieg gefeiert werden. Mit 14 Punkten Vorsprung auf die zweite Mannschaft des SC 07 Bad Neuenahr kehrte die Mannschaft in die Zweitklassigkeit zurück. Nach einer Saison folgte allerdings der direkte Wiederabstieg. 2015 stieg der FSV Viktoria in die Verbandsliga ab. Zur Saison 2015/16 wurden keine Frauenmannschaften mehr für den Spielbetrieb gemeldet, damit ist vorerst der traditionsreiche Frauenfußball in Jägersburg beendet.

### Erfolge
- DFB-Pokal Viertelfinale 1987, 1988
- Meister der Regionalliga Südwest 2008
- Saarländischer Pokalsieger 1986, 1987, 2013

## Spielstätte
Der FSV trägt seine Heimspiele im Alois-Omlor-Sportpark in Jägersburg aus.